# 拉脱维亚—韩国关系
拉脱维亚－韩国关系亦称韓國－拉脱维亚關係（韓語：대한민국-라트비아 관계），是指拉脱维亚與大韓民國兩國的雙邊關係。兩國均為經濟合作暨發展組織成員國和法文國家及地區國際組織觀察員國。

## 历史
1991年拉脱维亚恢复独立后，大韩民国于1991年10月15日与之建交，此后两国关系不断良好发展，拉脱维亚总理伊瓦尔斯·戈德马尼斯、瓦尔季斯·东布罗夫斯基斯曾先后于2009年、2011年访问韩国。韩国起初派遣駐瑞典大使兼轄拉脱维亚，2012年，韩国在里加设立大使馆分馆。2015年，拉脱维亚在首尔开设大使馆，成为波罗的海三国中首个在韩国开设大使馆的国家。2019年，韩国亦将驻拉脱维亚大使馆分馆升格为大使馆。
2018年，拉脱维亚总统雷蒙茲·韋約尼斯以2018年冬季奥林匹克运动会为契机访问韩国，成为首位访问韩国的拉脱维亚总统。

## 经贸合作
2019年，韩、拉双边贸易总额达到1.99亿美元，其中韩国主要从拉脱维亚进口鋸木、煙煤、膠合板、泥炭，进口额达1.29亿美元，韩国主要向拉脱维亚出口合成樹脂、金屬切削機床、汽车部件、轮胎等商品。同年，韩国对拉脱维亚的投资总额达到785万美元，而拉脱维亚对韩投资额为153万美元。

## 旅行和签证

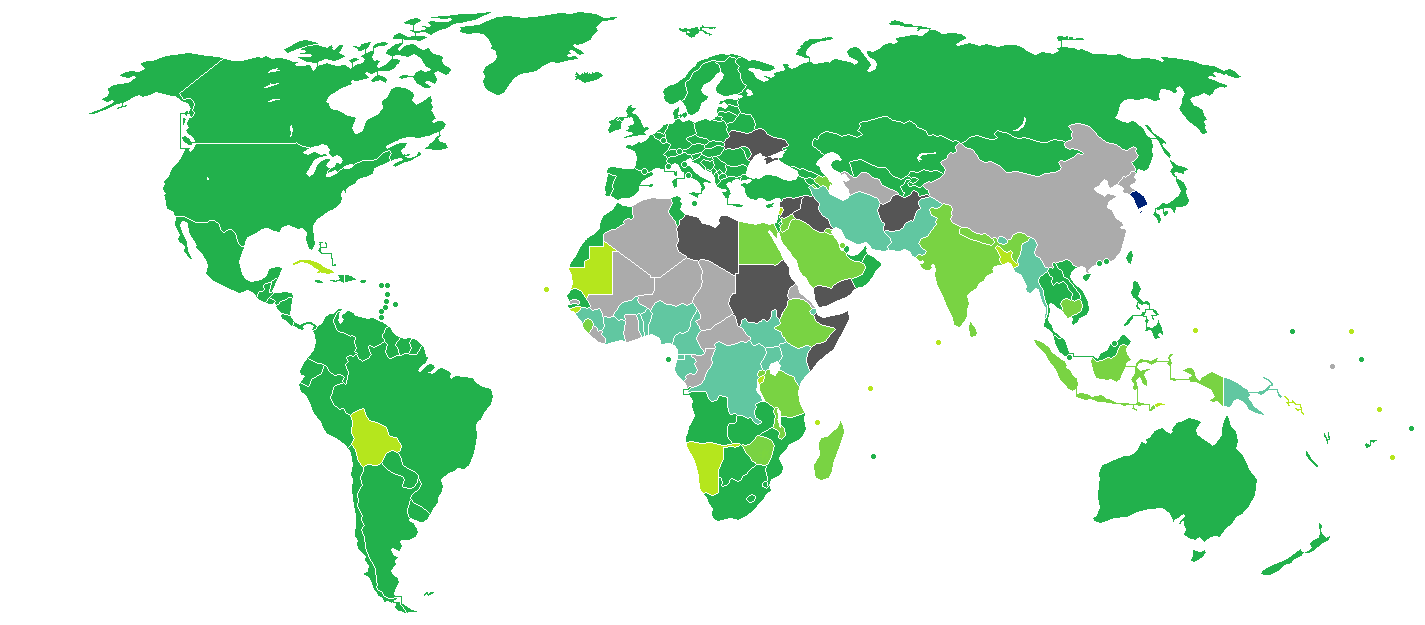
持韓國護照的韓國公民簽證要求分布圖：入境拉脱维亚可以「申根區免簽證」。

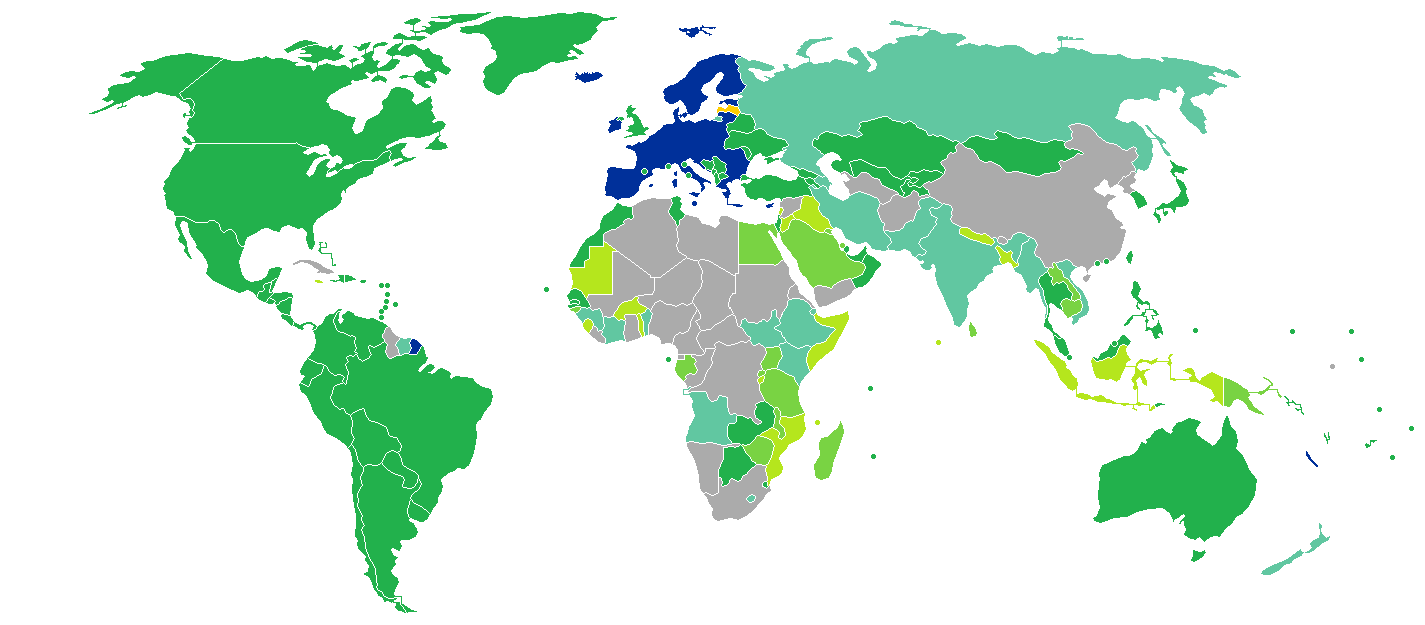
持歐盟的拉脫維亞護照之拉脫維亞公民簽證要求分布圖：入境韩国可以免簽證。

歐洲申根區給予持有韓国護照之韓國公民可以申根區免簽證入境，停留日數與申根區合併計算，每6個月期間內總計可停留90天。
持歐盟的拉脫維亞護照之拉脫維亞公民也可以免簽證的方式入境韓国，停留最多90天。拉脱维亚的非公民则必须申请签证方可入境韩国。

## 相关链接
- 韩国驻拉脱维亚大使馆 （页面存档备份，存于）
- 拉脱维亚驻韩国大使馆 （页面存档备份，存于）官方网站
- 拉脱维亚驻韩国大使馆 （页面存档备份，存于）的Twitter首页
- 韩国外交部关于拉脱维亚的相关信息 （页面存档备份，存于）